# Алкет II Македонски
Алкет II (на старогръцки: Ἀλκέτας) от династията Аргеади е цар на Древна Македония през 454 - 448 г. пр. Хр. и син на цар Александър I и брат на Пердика II, на Филип и Стратоника.
Според Платон Алкет II има син с името Александър. Неговият племенник Архелай I, син на робинята Симиха и Пердика, убива своя чичо Алкет II и син му Александър. Пердика изгонва своя брат Филип и се възкачва на трона на царството Македония.